# Pic Russie
Le pic Russie est un sommet du Tadjikistan. Il constitue le troisième plus haut sommet du chaînon de l'Académie des Sciences dans le Pamir, après le pic Ismail Samani situé juste au nord et le pic Korjenevskoï.